# Communauté de communes Contrée d’Ablis-Porte d’Yvelines
Die Communauté de communes Contrée d’Ablis-Porte d’Yvelines (CAPY) ist ein ehemaliger französischer Gemeindeverband mit der Rechtsform einer Communauté de communes im Département Yvelines in der Region Île-de-France. Sie wurde am 10. Dezember 2003 gegründet und umfasste acht Gemeinden. Der Verwaltungssitz befand sich im Ort Ablis.

## Historische Entwicklung
Mit Wirkung vom 1. Januar 2017 fusionierte der Gemeindeverband mit der Communauté d’agglomération Rambouillet Territoires (vor 2017) und der Communauté de communes des Étangs und bildete so die Nachfolgeorganisation Communauté d’agglomération Rambouillet Territoires. Trotz der Namensgleichheit handelt es sich um eine Neugründung mit anderer Rechtspersönlichkeit.

## Ehemalige Mitgliedsgemeinden
1. Ablis
2. Allainville
3. Boinville-le-Gaillard
4. Orsonville
5. Paray-Douaville
6. Prunay-en-Yvelines
7. Saint-Martin-de-Bréthencourt
8. Sainte-Mesme